# Fortschritt E 517

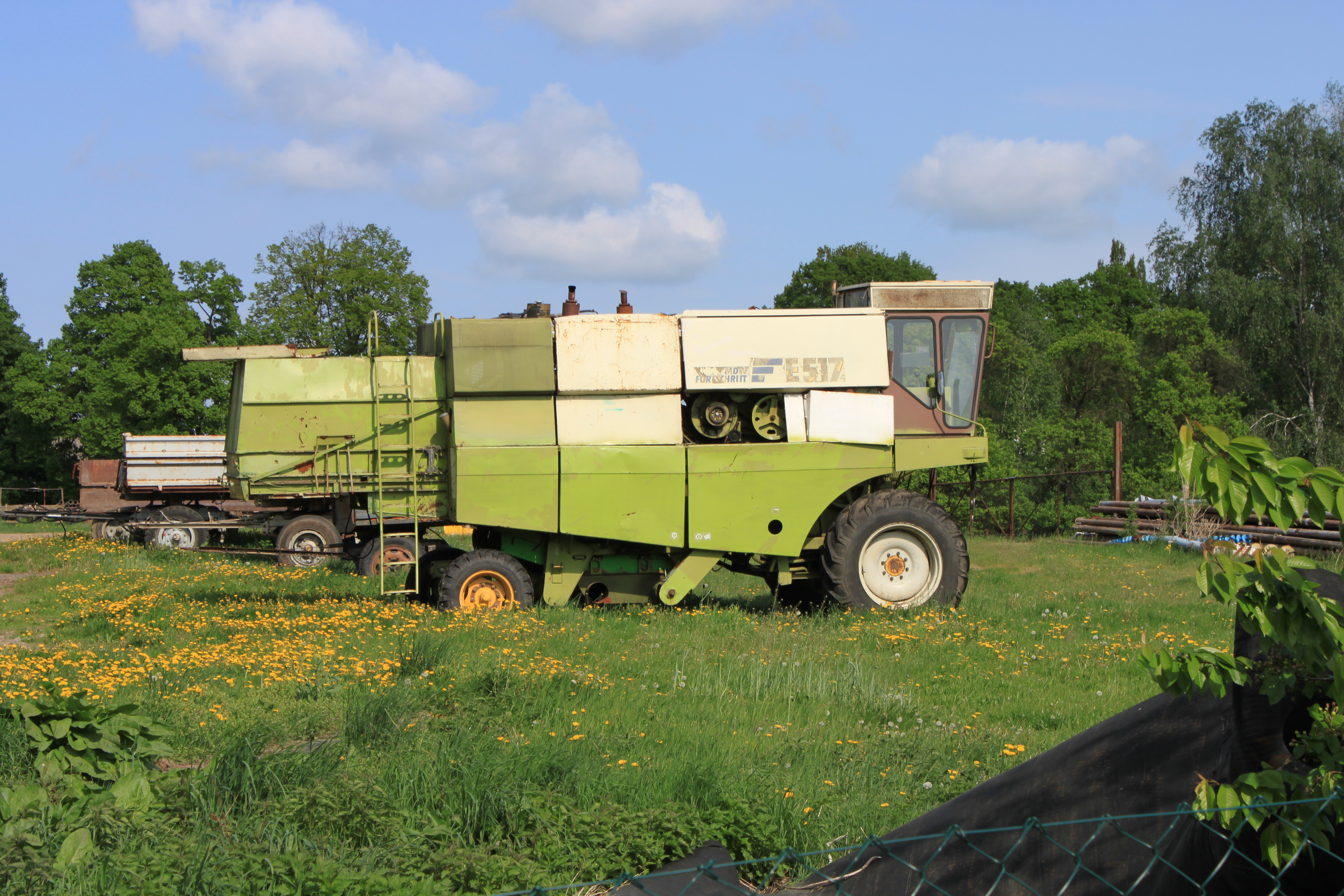
Kombajn E-517

Fortschritt E 517 je obilní svahový kombajn, vyráběný v NDR a posléze již ve sjednoceném Německu od roku 1988. Po privatizaci výrobního podniku dostal tento kombajn označení MDW Fortschritt E-517.
Dovážel se i do Československa. Tato řada E 517 má cca o 40 % větší záběr sklizně obilovin proti kombajnům řady E 516, tj. rychlejší sklizeň a menší spotřebu paliva. Kombajn E 517 je dalším vývojovým stupněm E 516 / E 516 a následně, mezi jeho nové funkce patří: čisticí síta o rozloze 5,14 m² místo předchozího 3,9 m². Tím se snížily ztráty zrna až o 30 %. Zásobník zrna má kapacitu 4,5 m³ až 5,5 m³, kde byla zvýšena o vrchol zásobníku zrna (maximální prostor + vrchní část zásobníku). Vyznačuje se dalšími novinkami (nové třívrstvové čištění, kabina s možností dodávky klimatizace , širší sortiment přídavných zařízení pro různé typy sklizně zrna, popř. dalších plodin. Následovníkem E 517 byl kombajn řady E 518 (vyšší obsah motoru V8 14,5 L s nižší výkonností o 222 koních měl záběr od 570 do 760 cm a stejný zásobník zrna jako E 517). Z E 517 vychází i kombajn MDW E 532, který měl delší dojezd (motor V8 s 310 až 320 koňskými silami a zásobník zrna 9,0 m3). Pak už byly typy odvozené nikoliv od legendární E 517, ale novější řada s V6 motory a větším záběrem: E 521, E 523 a E 524 a poté odvozené od E 524 (E 525 a E 527 STS) a kde byl posledním typem MDW Arcus. Před r. 1989 v tehdejším Československu byly legendární stroje E 517 nepřekonatelné (kromě 3 prototypů SM500 z Agropodniku vývojem z let 1968–1972). Mlátičky byly slyšet v širých lánech svou nízkou hlučností nejen silného V8 diesel motoru (v porovnání se sovětskými Kolos), ale hlavně velice složitou soustavou velkého množství chladicích ventilátorů, nacházejících se v různých částech E 517, např. vrchní část (buď umístěno v horní části kombajnu) a též v mlátícím ústrojí (spodní a dolní část kombajnu.) Pohon ventilátorů byl elektrický a též řemenový. Zbytek pohánělo složité mláticí bubnové ústrojí, taktéž řemenový pohon. E 517 měla velice úzké poměrné zastoupení v československých JZD – pokud měly např. 3 a více kusů E 512 – E 514, tam byl dodán výrobcem i jeden kombajn E 517. Bylo to dáno tehdejší obchodní politikou, E 517 byla vlajkovou lodí kombajnů do nástupu kombajnů s V6 diesel motory (E521/E523/E524). Poruchovost těchto kombajnů byla minimální, až na delší žací ústrojí (odcházely hlavně pera/nože, tj. části žací lišty) a poté pojezd s vyšší vůlí – to se ale dalo eliminovat hustšími hydraulickými oleji, popř. větší citlivost řidiče (při jízdě po rovině stačilo stylem vlevo-vpravo a opakovaně do 1. dm oblouku hýbat volantem pro vyrovnání stálého postupu.) Pro zajímavost – E 517 stíhala vysypat až 6 × za 12 hodin a velmi účinná automatická klimatizace (tzn. v závislosti na teplejší okolní teplotě více chladila). Rozměry tehdejších silnic ve vesnicích znamenaly, že když projela E 517 s demontovaným ústrojím, uloženým na valníku a taženým za sebou, musela protijedoucí auta uhnout a zastavit. Občas se stávalo, že už nebylo kam vysypat zásobník se zrním (například z časových důvodů – byl pozdní večer), tak to E 517 přivezla až do sila, patřící danému JZD. Tento kombajn byl zajímavý svým rozměrným žacím záběrem a minimální ztrátovostí sklizně zrna (méně než 2 % ztráty). Stroj zastal práci za 2 kombajnéry s dvěma E 512 (popř. dvěma E 514). Spotřeba nafty činila 35–70 l/hod. podle zatížení kombajnu a svahovosti pole při sklizni. Vysypání zrna představovalo jeden přívěs (za nákladním vozem, mající prázdnou korbu/2. valník traktoru), poté MDW Fortschritt E517 dosekal další obilí, aby zaplnila i nákladní vůz s korbou (přívěs + korba nákladního vozu/traktoru). Kombajnům vadila zvěř (před zajíci se zpravidla zvedlo a zastavilo žací ústrojí, kombajn zastavil, aby se neznehodnotila sklizeň obilí a nepoškodilo žací ústrojí). Pokud byly v cestě kameny, zvedalo se zpravidla žací ústrojí, aby se nedostaly do vnitřních částí kombajnů a nepoškodily se žací mechanismy (pera, lišty atp.).

## Technické údaje
- Záběr žacího ústrojí: 630 nebo 720 cm
- Šířka mláticího bubnu: 1625 mm
- Průměr mláticího bubnu: 800 mm
- Objem zásobníku zrna: 5 až 5,5 m³ (s případnou obvodovou nástavbou)
- Separační ústrojí: 5 vytřásadel
- Pojezdová rychlost: 1-20 km/h (ovšem zpravidla byl rychlejší než Zetor - dosahoval i 25 km/h a z kopce i více)
- Typ motoru: diesel V8 VD 14,2 / 12-5 SVW
- Objem motoru: 14 230 ccm
- Výkon motoru: 228 k
- Pojezd: hydrostatický
- Palivová nádrž: 400 l (nafta)
- Kabina - vybavení: odhlučněná, anatomicky tvarované odpružené křeslo řidiče vč. vyrovnávacích stabilizátorů kmitů kabiny, automatické odvětrávání, automatická klimatizace dle provozních teplot uvnitř a vně kabiny, zabudovaná minilednička, palubní počítač
- Řízení: hydrostatické+hydraulické
- Palubní počítač: řádky, hektary, výnosnost sklizně, spotřeba nafty, plný zásobník zrna, teplota hydraulického oleje